# Le Désordre et la Nuit
Pour plus de détails, voir Fiche technique et Distribution.
Le Désordre et la Nuit est un film français réalisé par Gilles Grangier et sorti en 1958.

## Synopsis
Propriétaire de la boîte de nuit parisienne « l'Œuf », Albert Simoni est abattu dans un bois. Les inspecteurs de police Valois et Chaville sont chargés de l'enquête. Le défunt entretenait une liaison avec Lucky, une jeune droguée vivant de prostitution occasionnelle. Le commissaire Janin avertit Valois, son subordonné, que le frère de Simoni étant un industriel pharmaceutique influent, l'enquête doit être menée avec doigté et aboutir rapidement. Valois tombe amoureux de Lucky. Il apprend qu'elle est la fille d'un homme d'affaires allemand, qui menace de lui couper les vivres si elle ne rentre pas à Munich. Poursuivant son enquête, Valois rencontre une amie de Lucky, Thérèse Marken. Épouse d'un ingénieur chimiste, elle tient une pharmacie dans un quartier aisé. Il la soupçonne rapidement d'être impliquée dans le meurtre. Fréquemment indisposée par son état de manque, Lucky disparaît. Suivant son intuition, Valois se rend chez le couple Marken, à Boulogne-Billancourt. Il y découvre Lucky alitée et droguée. Thérèse finit par avouer à Valois l'assassinat de Simoni, auquel l'attachait une passion non réciproque et destructrice. Elle l'avait rencontré en lui fournissant de la drogue dont elle sut, assez tôt, qu'elle était destinée à Lucky. Les exigences de Simoni avaient fini par devenir insupportables. Lucky a été témoin du meurtre et Thérèse achète son silence en la pourvoyant en drogue. Valois propose à Thérèse de présenter le meurtre comme un crime passionnel qui lui attirera la clémence des jurés. Dégoûtée d'elle-même mais respectueuse de son mari, la pharmacienne accepte, non sans cacher à l'inspecteur le mépris que lui inspire Lucky. Poussé à bout par Janin qui lui reprochait sa mauvaise gestion de l'enquête, Valois démissionne de la police. Plus que jamais épris de Lucky, il la conduit dans une clinique pour qu'elle suive une cure de désintoxication.

## Fiche technique
- Titre : Le Désordre et la Nuit
- Réalisation : Gilles Grangier, assisté de Jacques Deray, Henri Dugas
- Scénario : D'après le roman de Jacques Robert (Éditions René Juliard)
- Adaptation : Jacques Robert, Michel Audiard, Gilles Grangier
- Dialogues : Michel Audiard
- Photographie : Louis Page
- Cadreur : Henri Tiquet, assisté de Marc Champion, Pierre Charvein
- Montage : Jacqueline Sadoul, assistée d'Éric Pluet
- Musique : Jean Yatove
- Chansons d'Henri Contet
- Décors : Robert Bouladoux, assisté de James Allan, Georges Richard
- Set décoration : Robert Pilat
- Costumes : Nanda Belloni, assistée d'Irène Pawloff
- Les robes sont de Paulette Coquatrix et Marcelle Desvignes
- Son : Jean Rieul, assisté de Christian Courmes, Marcel Corvaisier
- Effets spéciaux : Loca-Films
- Photographe de plateau : Robert Joffres
- Ensemblier : Fernand Chauviret
- Accessoiriste : René Albouze et Pierre Barbet
- Maquillage : Yvonne Gasperina
- Coiffure : Jean Lalaurette
- Script-girl : Martine Guillou
- Régisseur général : Paulette Boréal
- Administrateur : Marcel Bligny
- Directeur de production : Paul Joly
- Chef de production : Lucien Viard
- Secrétaire de production : Yvonne Eblagon
- Société de production : Orex-Films
- Société de distribution: Les Films Corona
- Tournage aux studios de Boulogne du 20 janvier au 15 mars 1958
- Enregistrement : Western Electric - Société Optiphone
- Tirage : Laboratoire Franay, L.T.C Saint-Cloud
- Trucage : LAX
- Pays de production :  France
- Format : Noir et blanc - 1,66:1 - 35 mm - Son mono
- Genre : Film dramatique, Film policier
- Durée : 90 minutes (1 h 30)
- Date de sortie : 
  - France : 14 mai 1958
- Visa d'exploitation : 20245

## Distribution
- Jean Gabin : l'inspecteur Georges Valois
- Nadja Tiller : Lucky Friedel, la jeune toxicomane
- Danielle Darrieux : Thérèse Marken, la pharmacienne
- Roger Hanin : Albert Simoni, le patron de "L'Œuf"
- Paul Frankeur : l'inspecteur Chaville
- Hazel Scott : Valentine Horse, la chanteuse
- Robert Manuel : Blasco, un habitué de "L'Œuf"
- Robert Berri : Marqui, un associé de Simoni
- François Chaumette : le commissaire principal Janin
- Edward Fleming : Peter, l'homme éméché
- Louis Ducreux : Henri Marken, le mari de Thérèse
- Jacques Marin : le garçon de café bavard
- Raoul Saint-Yves : Michou, le chauffeur de Valois
- Lucien Raimbourg : le poivrot dans le café
- Gabriel Gobin : l'inspecteur Rocard
- René Berthier : le réceptionniste du George V
- Jean Degrave : le préparateur en pharmacie
- Harald Wolff : M. Friedel, le père de Lucky (v.f. : Jean Marchat)
- Olivier Darrieux : un employé du club
- Jean-Pierre Cassel : un danseur
- Germaine Ledoyen : l'infirmière
- Émile Riandreys : Louis, le garçon de café de la P.J.
- René Hell : le crieur de journaux
- Marcel Bernier : le portier de "L'Œuf"
- Jacques Muller : Léon, le barman
- Jacky Bamboo : Créole Combo
- Pierre Collet : un inspecteur
- Michel Thomass : un invité chez Valentine
- Jimmy Perrys : un consommateur
- Sylvain Lévignac : le camionneur accidenté
- Lisa Jouvet : une employée de la P.J.
- Amy Collin : la caissière (non créditée)
- Liliane Robin
- Yannick Arvel
- Claude Ivry
- Jean Balthazar
- Jacky Lombard
- Ingrid Harrison

## Musique
Hazel Scott, pianiste et chanteuse de jazz américaine installée en France entre 1958 et 1963, interprète deux chansons accompagnée du quartet de Jacky Bamboo & his Creole Combo dans la boîte de nuit « l'Œuf » sur la musique de Jean Yatove et les paroles d'Henri Contet.
- Ton pas dans la rue[2]
- Simplement Kiss Me (bilingue français/anglais)